# مونته‌جرینو والتراوالیا
مونته‌جرینو والتراوالیا (به ایتالیایی: Montegrino Valtravaglia) یک کومونه در ایتالیا است که در استان وارزه واقع شده‌است. مونته‌جرینو والتراوالیا ۱۰٫۳ کیلومترمربع مساحت و ۱٬۵۰۱ نفر جمعیت دارد و ۵۲۵ متر بالاتر از سطح دریا واقع شده.